# Campylotropis speciosa
Campylotropis speciosa là một loài thực vật có hoa trong họ Đậu. Loài này được (Schindl.) Schindl. miêu tả khoa học đầu tiên.